# Aridelus rufus
Aridelus rufus är en stekelart som först beskrevs av Cameron 1909.  Aridelus rufus ingår i släktet Aridelus och familjen bracksteklar.

## Underarter
Arten delas in i följande underarter:
- A. r. luteus
- A. r. bicolor